# Centris moerens
Centris moerens är en biart som först beskrevs av Perty 1833.  Centris moerens ingår i släktet Centris och familjen långtungebin. Inga underarter finns listade.